# Derecho de Inglaterra

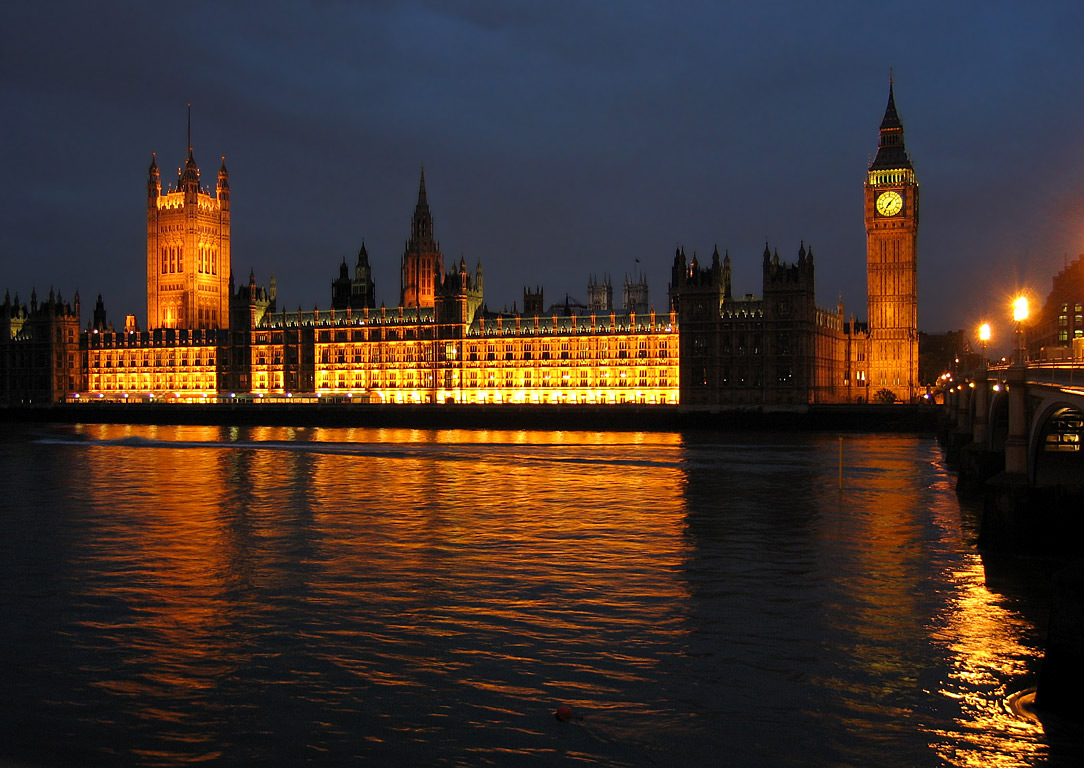
Palacio de Westminster, sede de la Cámara de los Lores, la más alta corte de apelación del Derecho de Inglaterra.

El Derecho de Inglaterra es el ordenamiento jurídico que rige en el territorio de Inglaterra y Gales, y que ha servido como base de los sistemas jurídicos actuales basados en el Derecho anglosajón. El Derecho de Inglaterra fue exportado a los países miembros de la Commonwealth en los tiempos en los que se desarrolló y se mantuvo el Imperio británico, y forma la base de la jurisprudencia de la mayoría de esos países. Estados Unidos fue uno de los países que se vio relacionado con este tipo de derecho, ya que deriva de este. Más que nada porque tuvo influencia de los colonos ingleses. 
El Derecho de Inglaterra anterior a la Guerra de Independencia de los Estados Unidos todavía forma parte del Derecho de los Estados Unidos, excepto por el caso del estado de Luisiana, y supone la base de muchas costumbres y procedimientos legales americanos a pesar de no tener jurisdicción ya en esos territorios.
En sentido estricto, el Derecho de Inglaterra es aquel que aplica dentro de la jurisdicción de Inglaterra y de Gales. Sin embargo, y tras el desarrollo de una Asamblea propia en el país de Gales, la legislación que surge de dicha institución es de aplicación únicamente para las competencias definidas en el Estatuto de Gobierno de Gales del año 2006. En cualquier caso, dicha legislación forma parte de un único ordenamiento jurídico indiviso que es el compuesto por el de Inglaterra y Gales.
La esencia del common law inglés es que el Derecho emana de la jurisprudencia creada por los jueces y tribunales, que aplicando el sentido común y sus conocimientos de Derecho crean precedentes (stare decisis) a los hechos que se les plantean. Una decisión de la más alta corte de apelación, que en el caso del Derecho de Inglaterra es la Cámara de los Lores, vincula a todos los jueces y tribunales inferiores, que deben seguir con las directrices marcadas. Por ejemplo, no existe ninguna ley en Inglaterra que declare expresamente que el asesinato es ilegal, sino que se trata de un delito de common law. Por ese motivo, a pesar de no haber una ley que lo prohíba, ese tipo de actos es ilegal bajo la autoridad constitucional de las cortes y sus decisiones previas.
Por otra parte, el common law puede ser modificado por el Parlamento a través de su legislación. Por ejemplo, en el caso del asesinato se atenuó la pena capital que acarreaba antiguamente y se sustituyó por la cadena perpetua.